# Colobothea signatipennis
Colobothea signatipennis är en skalbaggsart som beskrevs av Auguste Lameere 1885. Colobothea signatipennis ingår i släktet Colobothea och familjen långhorningar. Inga underarter finns listade i Catalogue of Life.